# Solanum nigricans
Solanum nigricans là loài thực vật có hoa trong họ Cà. Loài này được M. Martens & Galeotti miêu tả khoa học đầu tiên năm 1845.